# 安田町 (新潟県)
安田町（やすだまち）は、新潟県の北東に存在していた町。2004年4月、水原町、京ヶ瀬村、笹神村と合併し、阿賀野市になった。

## 概要
瓦のまち、新潟県酪農発祥の地として知られる。磐越自動車道のカントリーサインには乳牛と瓦が描かれていた。

## 地理
新潟県の北東部に位置し、南を阿賀野川が流れる。磐越自動車道の安田ICを有し、国道49号と国道290号が交わる。「ダシの風」と呼ばれる東南東の強い局地風が吹く地域である。

### 隣接していた自治体
- 水原町、笹神村、三川村、五泉市

## 歴史
町内にはツベタ扇状地にある縄文時代の遺跡｢ツベタ遺跡｣をはじめ、多くの遺跡が分布している。
- 平安時代 - 白河荘と呼ばれる荘園で、藤原摂関家が支配した。
- 平安末期 - 城氏が越後守として支配。
- 鎌倉初期 - 源頼朝が城一族を滅ぼす。関東御家人大見氏（後の水原氏、安田氏、山浦氏）が地頭職として補任。
- 1598年（慶長3年） - 上杉景勝の会津転封に伴って安田氏が会津へ去り、村上藩の領地となる[1]。
- 1618年（元和4年） - 村上氏が廃絶し、堀直寄の支配となる[1]。
- 1639年（寛永16年） - 次男直時が３万石を分与され安田藩主となる[1]。
- 1644年（正保元年） - その子直吉が幕府に願い出て、村松に移り安田藩は終わりを迎える[1]。
- 1676年（延宝4年） - まち並みが宮町・上町・中町・下町に移る[1]。これは火災対策のためダシの風向きとまち並みが直角になるようにする目的があった[2]。
- 1685年（貞享２年） - 「安田」の字や音韻が火災を連想させるとして、保田と改める[1][2]。

この後在郷町として六斎市が開かれ、1914年（大正３年）磐越西線全通にいたるまで、会津街道の要衝地として栄えた。
- 1967年（昭和42年） - 8・28水害（羽越豪雨）。ツベタ集落で鉄砲水（土石流）が発生。11戸が流出、死者・行方不明者12人[3]。

### 町村の変遷
- 1889年（明治22年）村制施行。安田村、赤坂村、小浮村が発足。

| 安田村 | 保田町村、新保村、福永新村、丸山新村新田、籠田村、羽多屋新村、澤田新村新田 |
| 赤坂村 | 久保村、六野瀬村、草水村、渡場村                                           |
| 小浮村 | 小浮村、野田新田、島瀬新田、千唐仁村、布目村、鳥島村                       |

- 1891年（明治24年）小浮村が大和村に改称する。
- 1901年（明治34年）大和村、赤坂村と合併。
- 1956年（昭和31年）1月1日 - 東蒲原郡三川村大字小石取の一部（小松）を編入。
- 1959年（昭和34年）10月1日 - 旧赤坂村大字渡場の一部が分離され、五泉市に編入。
- 1960年（昭和35年）町制施行し安田町となる。
- 2004年（平成16年）4月1日 水原町、安田町、笹神村、京ヶ瀬村が合併して、阿賀野市になった。

## 経済

### 産業
- 主な産業

窯業　安田瓦、焼き物（安田焼、庵地焼）
酪農　ヤスダヨーグルト
- 工場など

立川ブラインド工業　新潟工場　（創業者・立川孟美の出身地で、名誉町民を受賞）

## 交通

### 道路
高速道路
町内にあるインターチェンジ：磐越自動車道安田インターチェンジ
一般国道
町内を走る一般国道：国道49号、国道290号

## 名所・旧跡・観光スポット
- サントピアワールド（遊園地）
- 孝順寺　三度栗は越後七不思議の一つ。
- 安田城 (越後国蒲原郡)：県指定史跡
- 吉田東伍記念博物館
- 安田民俗資料館 - 旧村松駅を移築して用いた資料館であり、蒲原鉄道の車両も展示されている[4]。2019年現在休館中。